# Запалубка
Запалу́бка — архітектурний термін, що означає заповнення матеріалом простору між елементами конструкції. У будівництві перекриттів це — муроване заповнення між нервюрами у хрестовому та інших склепіннях. Влаштуванням лієрн, тьєрсеронів, контрлієрн та інших каркасних елементів розміри запалубки значно зменшувались, що полегшувало загальну вагу склепіння і дозволяло створювати великі і високі приміщення, зокрема в готичній архітектурі.
У будівництві стін запалубка — заповнення стіни бутом при каркасній конструкції.